# Kung Fu (telessérie)
Kung Fu é uma série de televisão de drama, western e artes marciais americanas de ação e aventura estrelada por David Carradine. A série segue as aventuras de Kwai Chang Caine (retratado por David Carradine como um adulto, Keith Carradine quando adolescente, e Radames Pera quando criança), um monge Shaolin que viaja pelo Velho Oeste americano, armado apenas com seu treinamento espiritual e sua habilidade em artes marciais, mostrando sua busca por Danny Caine, seu meio-irmão.

## Trama

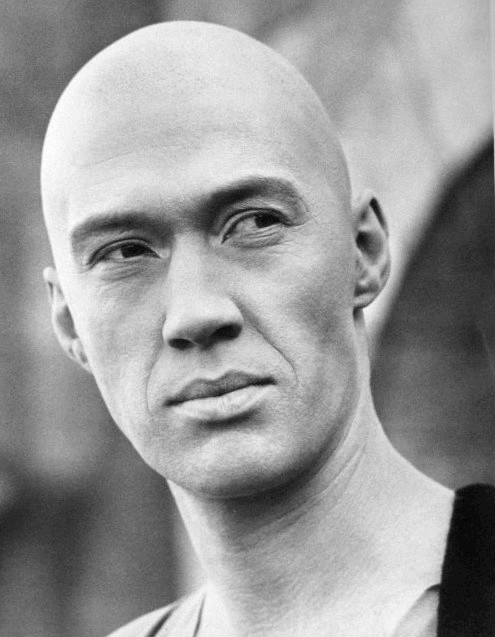
David Carradine interpleta Kwai Chang Caine.

No filme piloto da série, é mostrado o aprendizado do monge Shaolin Kwai Chang Caine. Quando um de seus mestres favoritos (Mestre Po, um ancião cego e que apelidou Caine de gafanhoto) é assassinado, Caine se vinga e mata o assassino (o sobrinho do Imperador). Depois foge para América do velho oeste. Caine tem sua cabeça posta à prêmio pelo império Chinês, o que o obriga a estar sempre fugindo, de cidade em cidade, como o típico justiceiro solitário. Só que Caine não usa armas de fogo nem cavalo, se defendendo apenas com o Kung Fu. Intercalada às histórias do presente, mostram-se flash backs que contam os aprendizados dados por Mestre Po e Mestre Kahn à Caine, no templo Shaolin, sendo esta a maior novidade da série.

## Curiosidades
- O filme "piloto", Kung Fu, estreou nos Estados Unidos no dia 22 de fevereiro de 1972, na rede ABC.[2]
- O personagem Caine quando aparece no velho oeste, traz alguns elementos do pistoleiro harmônica ou gaita, personagem de Sergio Leone em Era uma vez no Oeste (BR), interpretado por Charles Bronson. No filme de Leone, Bronson (sem bigode) está sempre com os olhos semi-cerrados e sorrindo para seus adversários, parecendo um típico sino-americano (Um dos filmes de Bronson na década de 70 chamava-se justamente Chino). Além de contar com a inseparável gaita, que está sempre à mão. Já Caine, que é de fato sino-americano, gosta de tocar sua flauta antes de derrubar seus oponentes.
- Quentin Tarantino, fã de Leone e dos filmes de artes marciais, faz com que Bill (o personagem que criou para Carradine no filme Kill Bill Volume 2) também apareça tocando uma flauta e sorrindo para Uma Thurman, antes de invadir com sua gangue a igreja em que ela estava se casando e massacrar todos os presentes.

## Lista de episódios

### Primeira temporada
- Filme piloto
- King of the Mountain
- Dark Angel
- Blood Brother
- An Eye for an Eye
- The Soul is the Warrior
- Nine Lives
- The Tide
- Sun and Cloud Shadow
- The Praying-Mantis Kills
- Alethea
- Chains
- Superstition
- The Stone
- The Third Man
- The Ancient Warrior

### Segunda temporada
- The Well
- The Assassin
- The Chalice
- The Brujo
- The Spirit Helper
- The Squawman
- The Salamander
- The Tong
- The Soldier
- The Hoots
- The Elixir
- The Gunman
- Empty Pages of a Dead Book
- A Dream within a Dream
- The Way of Violence had no Mind
- In Uncertain Bondage
- Night of the Owls, Day of the Doves
- Crossties
- The Passion of Chen Yi
- Arrogant Dragon
- The Nature of Evil
- The Cenotaph: Parte 1
- The Cenotaph: Parte 2

### Terceira temporada
- Cry of the Night Beast
- My Brother, My Executioner
- The Valley of Terror
- The Small Beheading
- The Predators
- The Vanishing Image
- Blood of the Dragon: Parte 1
- Blood of the Dragon: Parte 2
- The Demon God
- The Devil's Champion
- The Garments of Rage
- Besieged: Death on Cold Mountain: Parte 1
- Besieged: Cannon at the Gates: Parte 2
- A Lamb to the Slaughter
- One Step to Darkness
- The Thief of Chendo
- Battle Hymn
- The Forbidden Kingdom
- The Last Raid
- Ambush
- Barbary House
- Flight to Orion
- The Brothers Caine
- Full Circle

## Produção
Kung Fu foi criada por Ed Spielman, dirigida e produzida por Jerry Thorpe, e desenvolvida por Herman Miller, que também foi roteirista e co-produtor da série.

## Envolvimento de Bruce Lee
Em suas memórias, a viúva de Bruce Lee, Linda Lee Cadwell, afirma que Lee criou o conceito para a série, que foi então roubada pela Warner Bros. Há evidências circunstanciais para isso em uma entrevista de 8 de dezembro de 1971 que Bruce Lee deu ao The Pierre Berton Show. Na entrevista, Lee afirmou que ele havia desenvolvido um conceito para uma série de televisão chamada The Warrior, com a intenção de ser o astro principal, sobre um artista marcial no Velho Oeste americano (o mesmo conceito do Kung Fu, que foi ao ar no ano seguinte), mas que ele estava tendo problemas para apresentar a Warner Brothers e a Paramount.
Na entrevista, Pierre Berton comentou: "Há uma boa chance de você ter uma série de TV nos Estados Unidos chamada The Warrior, onde você as artes marciais no cenário de western ?"
Lee respondeu: "Essa foi a ideia original, ... as duas [Warner e Paramount], eu acho, elas querem que eu esteja em um cenário modernizado, e eles acham que o o cenário de western está fora. Considerando que eu quero fazer o western. Porque, você vê, de que outra forma você pode justificar todos os socos e chutes e violência, exceto no período do Velho Oeste?"
Mais tarde, na entrevista, Berton perguntou a Lee sobre "os problemas que você enfrenta como herói chinês em uma série americana. As pessoas aparecem na indústria e disseram: 'bem, não sabemos como o público vai aceitar um não-americano'?"
Lee respondeu: "Bem, essa questão foi levantada, na verdade, está sendo discutida. É por isso que o The Warrior provavelmente não vai ser feita". Lee acrescenta: "Eles acham que, em termos de negócios, é um risco. Não os culpo. Se a situação fosse inversa, e uma estrela americana viesse a Hong Kong, e eu fosse o homem com o dinheiro, eu tenho minhas próprias preocupações quanto a saber se haveria aceitação."
De acordo com o biógrafo Matthew E. Polly, Bruce Lee não inventou a série de TV Kung Fu. Ed Spielman criou o personagem Kwai Chang Caine, e o tratamento cinematográfico que Spielman escreveu com Howard Friedlander em 1969 foi a origem do piloto e da série subsequente.
Spielman escreveu pela primeira vez um tratamento sobre um samurai que viaja para a China e aprende kung fu. Por volta de 1967, ele o deu a seu parceiro Howard Friedlander, que sugeriu transformá-lo em um faroeste; Spielman então decidiu transformar o personagem principal em um monge Shaolin meio americano e meio chinês. Em 1969, o agente da William Morris, Peter Lampack, colocou o tratamento em conhecimento de Fred Weintraub, na época um executivo da Warner Brothers e mais tarde o produtor de Enter the Dragon: "Como um executivo de produção baseado em Nova York na Warner Bros. Pictures, era meu trabalho desenvolver projetos para atrair o mercado jovem. Da montanha de projetos em potencial que me enviavam semanalmente, descobri um tratamento para um longa-metragem de dois escritores chamados Ed Spielman e Howard Friedlander chamado The Way of the Tiger, The Sign of the Dragon. Era uma intrigante história entre o Oriente e o Ocidente de um jovem monge Shaolin da China que vagava pelo oeste americano dos anos 1800, corrigindo erros com a filosofia oriental pacifista. E, se isso falhasse, chutando o traseiro de um caubói sério com nada além de suas mãos e pés. Gostei da ideia e dei aos meninos algo em torno de US$ 3.800 para escrever um roteiro. Nessa época, a Warner Bros. tomou a decisão de mudar sua base de operações e me transferiu de Nova York para o Hollywood. Ele recebeu o roteiro finalizado em 30 de abril de 1970. Mais tarde, por meio de um amigo, Weintraub conheceu Bruce Lee e, considerando-o ideal para o papel, tentou colocar o roteiro em desenvolvimento com ele como ator principal, mas foi rejeitado porque "o público não estaria disposto a aceitar um herói chinês".
Enquanto Bruce Lee estava na Tailândia filmando The Big Boss, Weintraub levou o roteiro a Tom Kuhn, chefe da divisão de TV da Warner Bros., que gostou. Warner Bros. e ABC anunciaram seu contrato de TV para Kung Fu em 22 de julho de 1971, e começaram a pré-produção (incluindo elenco). A data de estréia foi marcada para 22 de fevereiro de 1972, com produção a partir de 15 de dezembro de 1971. Bruce Lee, tendo voltado da Tailândia, fez o teste para o papel de Caine, mas o estúdio relutou em contratar um ator chinês, tendo preocupações com seu sotaque, sua personalidade intensa, considerados inadequados para retratar um caráter quieto e sereno, e também por ser "muito autêntico".
No início de outubro de 1971, um mês antes de a Warner Brothers designar oficialmente David Carradine para o papel de Caine, o executivo da Warner Brothers Ted Ashley, que viu o potencial de Bruce Lee e não queria perdê-lo para a Paramount, ofereceu-lhe um acordo de desenvolvimento exclusivo para criar seu próprio programa de TV. Bruce Lee apresentou um tratamento descrevendo um programa chamado Ah Sahm, que ele mais tarde renomeou The Warrior. Bruce Lee não assinou o contrato de Ashley, preferindo ver o desempenho de The Big Boss nos cinemas. Quando o filme foi um sucesso estrondoso, ele abandonou seus planos de ser uma estrela de TV e se concentrou na tela grande.

## Sequências e spin-offs

### Kung Fu: The Movie
Em Kung Fu: The Movie (1986), Caine (interpretado por Carradine) é forçado a lutar contra seu filho até então desconhecido, Chung Wang (interpretado por Brandon Lee). Herbie Pilato no livro The Kung Fu Book of Caine (página 157) também comenta que o filho de Bruce Lee, Brandon Lee, esteve envolvido em sequências relacionadas à série:
| “ | O falecido Brandon Lee, filho de Bruce Lee, interpretou o filho de Caine, Chung Wang. Perto do final do filme, Chung Wang pergunta a Caine se ele é seu pai. A questão parece um tanto irônica - na vida real - o pai de Brandon era um candidato ao papel de Caine na série. Depois que Bruce Lee perdeu o papel para Carradine, ele voltou para Hong Kong, onde fez The Big Boss, o filme que iniciou sua lendária carreira em filmes de artes marciais. | ” |

### Kung Fu: The Next Generation
Em Kung Fu: The Next Generation (1987), a história se passa em dias atuais e se centra na história de Johnny Caine (Brandon Lee), que é o bisneto de Kwai Chang Caine. Isso explica o original que Caine havia casado e se tornado curandeiro de uma cidade. Uma noite ele morreu de insuficiência cardíaca. Ele aparece como um fantasma para seu neto e bisneto, que mais tarde destrói uma operação de narcóticos.

### Kung Fu: The Legend Continues
Duas décadas após o término da primeira série, uma segunda série relacionada, intitulada Kung Fu: The Legend, continua em execução em syndication, seguindo as aventuras do neto de Kwai Chang Caine, também chamado Kwai Chang Caine. Kung Fu: The Legend Continues teve Carradine novamente como protagonista, desta vez como o neto do Caine original, e apresentou Chris Potter como seu filho.  A segunda série durou quatro anos, de 1993 a 1997. A primeira temporada foi lançada na Alemanha em DVD em 2009.

### Filme
Em junho de 2006, Ed Spielman e Howard Friedlander anunciaram que um longa-metragem (que serviria de prequel da série original de Kung Fu e ocorreria na China) estava em desenvolvimento. Em setembro de 2007, foi anunciado que Max Makowski iria dirigir o filme e que ele planejava tornar o filme mais ousado do que a série de televisão original. O ator e diretor Bill Paxton estava em negociações para dirigir a adaptação da série de TV. Em 11 de abril de 2014, o The Hollywood Reporter informou que Baz Luhrmann estava em negociações para dirigir o filme, e se o acordo fosse feito, Luhrmann deveria reescrever o roteiro do filme.

### Reboot de 2021
Em setembro de 2017, foi relatado que Greg Berlanti e Wendy Mericle estavam desenvolvendo um reboot da série estrelada por mulheres para a Fox. Em novembro de 2019, foi anunciado que o reboot  havia se mudado para o The CW, que abriga a maioria dos shows do Arrowverse, todos produzidos por Berlanti e escritos por Christina M. Kim e Martin Gero, com uma crise de meia-idade que levou uma jovem chinesa-americana a abandonar a faculdade e a fazer uma jornada de mudança de vida em um mosteiro isolado na China. Mas quando ela volta para encontrar sua cidade natal invadida por crimes e corrupção, ela usa suas habilidades em artes marciais e os valores de Shaolin para proteger sua comunidade e levar criminosos à justiça - enquanto procura o assassino que matou seu mentor de Shaolin e agora está mirando ela. A série recebe uma ordem piloto pela rede. Em janeiro e fevereiro de 2020, Deadline relata o elenco do reboot com Tzi Ma e Kheng Hua Tan como Jin Chen e Mei-Li - um casal de  restauradores cujos segredos ameaçam destruir suas vidas assim como eles lidam com o retorno de sua filha distante e Jon Prasida como Ryan Chen, um estudante de medicina perspicaz que tem que lidar com o repentino retorno de sua irmã mais velha, Nicky, Shannon Dang como Althea Chen, a irmã mais velha que Nicky, que é maior do que a vida, recém-noiva e em seu caminho para planejar seu casamento chinês dos sonhos e Eddie Liu como Henry Chu, um instrutor de artes marciais e fã da história da arte chinesa que tem química instantânea com Nicky e Olivia Liang como a personagem Nicky. Em março de 2020, Gavin Stenhouse e Gwendoline Yeo foram escalados como Evan Hartley, um promotor assistente de muito sucesso que ainda tem um fraquinho por seu primeiro amor, Nicky, quando ela volta para casa e Zhilan, uma mulher enigmática com laços criminais profundos e um misteriosa conexão com o mosteiro Shaolin, onde Nicky treinou em Kung Fu. Sua busca pelo poder a levou a assassinar o mentor de Nicky, provando que ela será uma inimiga determinada e perigosa. Foi anunciado em 12 de maio de 2020 que a CW solicitou a série Kung Fu.

## Prêmios
- 1973:  Emmy Award, Melhor Diretor - (Jerry Thorpe),  (An Eye for an Eye).
- 1973:  Emmy Award, Melhor Fotografia - (Jack Woolf), (An Eye for an Eye).
- 1973: Writers Guild of America Award, Melhor Drama - (Herman Miller), (King of the Mountain).
- 1975: Emmy Award, Ator Coadjuvante - (Lew Ayres), (The Vanishing Image).